# جیم دیویس
جیمز رابرت "جیم" دیویس (James Robert "Jim" Davis)، خالق کمیک‌استریپهای گارفیلد، در ۲۸ ژوئیه سال ۱۹۴۵ در شهر ماریون، واقع در شرق ایالت ایندیانا به دنیا آمد و در شهر فرمونت ایالت ایندیانا بزرگ شد. در یک مزرعهٔ کوچک همراه مادرش بتی و برادرش دیو و بیست و پنج گربه بزرگ شد. به گفتهٔ دیویس، اسم گارفیلد رو از اسم پدر بزرگش گرفته و خصوصیاتش رو از ترکیبی از تمام بیست و پنج گربه‌ای که داشته درست کرده. کودکی دیویس در مزرعه همسان زندگی جان، صاحب گارفیلده که در مزرعه بزرگ شده.